# Wentbridge
Wentbridge – wieś w Anglii, w hrabstwie West Yorkshire. Leży 26 km na południowy wschód od miasta Leeds i 250 km na północ od Londynu.